# Rafael Acosta Ángeles
Rafael Ponfilio Acosta Ángeles (Ciudad de México, 17 de julio de 1960), conocido mediáticamente como «Juanito», es un activista y político mexicano que se desempeñó como jefe delegacional de Iztapalapa en 2009.

## Carrera política
En las elecciones internas para elegir al candidato para jefe delegacional en el Partido de la Revolución Democrática (PRD), fue declarada ganadora Clara Brugada al superar por más de 5,000 votos a su contendiente. Silvia Oliva Fragoso, de la corriente de Nueva Izquierda, apeló al Tribunal Electoral del Poder Judicial de la Federación que intervino en la elección perredista, anuló el triunfo de Brugada y obligó al PRD a registrar a Oliva como candidata a tan solo 23 días de las elecciones, por lo que las boletas no podrían re-imprimirse y se conservaría el nombre "Clara Brugada" como candidata del PRD.
Como respuesta y dada la afinidad política de Brugada y Andrés Manuel López Obrador —excandidato a la presidencia de México por el PRD en 2006—, este decidió apoyar al petista Rafael Acosta y durante un mitin proselitista simularon una toma de juramento para que en caso de vencer en las elecciones, declinara el cargo para que el Jefe de Gobierno del Distrito Federal propusiera a Clara Brugada ante la Asamblea Legislativa del Distrito Federal como encargada del gobierno iztapalapense. El acto provocó un intenso debate en los medios de comunicación, que criticaron la acción e incluso llegaron a ridiculizar al entonces desconocido candidato.
Luego de un comienzo vertiginoso para hacer que la gente recordara su nombre y que representaba a Clara Brugada, en solo unos cuantos días de campaña, Acosta Ángeles logró ganar en las elecciones a jefe delegacional. Como jefe delegacional electo, en continuas declaraciones dio a entender que no cumpliría su promesa de dejar el cargo. Esta situación incomodó al sector leal a López Obrador dentro del PRD y PT aunque fue apoyada por el PAN. Tiempo después y luego de reunirse con Marcelo Ebrard, Acosta anunció que sí solicitará licencia por motivos de salud.
Por la mañana del 1 de octubre de 2009, Acosta rindió protesta ante la Asamblea Legislativa del Distrito Federal como Jefe delegacional de Iztapalapa, acto donde rompió relaciones con el Partido del Trabajo. Luego por la tarde del mismo día, solicitó licencia para separarse del cargo y dejarlo así a Clara Brugada. El 28 de noviembre de 2009, Acosta retomó el cargo como Jefe Delegacional de Iztapalapa.La mañana del 10 de diciembre de 2009, Acosta presentó su renuncia definitiva al cargo de jefe delegacional debido a problemas penales que enfrentó por la falsificación de documentos oficiales.
En las elecciones locales de la Ciudad de México de 2021 volvió a presentarse por la alcaldía Iztapalapa, ahora por el partido Fuerza por México.  En ella obtuvo solo 7752 votos, que representan el 1,13% del total, concluyendo con esto en el sexto lugar.